# Baby Geniuses
Baby Geniuses is een Amerikaanse familiefilm uit 1999. Het was een van de eerste films die computereffecten gebruikte om de illusie van pratende baby's te wekken.

## Plot
Wetenschappers onderzoeken baby's met een hoge intelligentie.

## Ontvangst
De film ontving zeer slechte recensies maar bracht ondanks dat winst op in de bioscopen. In 2004 kreeg de film een vervolg genaamd Superbabies: Baby Geniuses 2.

## Rolverdeling
| Acteur            | Personage        |
| ----------------- | ---------------- |
| Kathleen Turner   | Dr. Elena Kinder |
| Christopher Lloyd | Dr. Heep         |
| Peter MacNicol    | Dan              |
| Kim Cattrall      | Robin            |
| Dom DeLuise       | Lenny            |
| Ruby Dee          | Margo            |